# Il signore del caos
Il signore del caos (titolo originale: Lord of Chaos) è il sesto libro del ciclo fantasy La Ruota del Tempo scritto dall'americano Robert Jordan. L'edizione originale inglese è stata pubblicata da Tor Books il 15 ottobre 1994.
Il libro è stato tradotto in olandese, polacco, ebraico, svedese e molte altre lingue.

## Trama
Nel prologo del libro si scopre che il Tenebroso vuole disseminare il caos, incolpandone il Drago Rinato; inoltre due dei Reietti precedentemente morti, sono stati reincarnati in Aran'gar ed Osan'gar.
La deposta regina di Andor, Morgase Trakand, giunge in Amadicia per cercare aiuto per recuperare il trono; tuttavia, il Lord Capitano Comandante dei Figli della Luce, Pedron Niall, con la scusa di ospitarla nel suo palazzo, la tratta come se fosse sua prigioniera.
In risposta all'amnistia proclamata da Rand al'Thor,  per tutti gli uomini in grado di incanalare, Mazrim Taim (un uomo che in precedenza era stato un Falso Drago ed aveva portato distruzione nelle Marche di Confine) si presenta a lui. Taim stringe un'alleanza con il Drago Rinato e questi gli fa addestrare un gruppo di uomini capaci di incanalare, che verranno poi chiamati Asha'man, e troveranno sede nella Torre Nera. A Caemlyn giungono intanto le due Aes Sedai Verin Mathwin ed Alanna con un folto gruppo di ragazze dei Fiumi Gemelli, da addestrare alla Torre Bianca. Rand le va ad incontrare ed Alanna lo lega come Custode contro la sua volontà, provocando la sua furia.
Rand, che viaggia di continuo tra Caemlyn e Cairhien, viene contattato nel frattempo sul piano diplomatico da entrambe le fazioni di Aes Sedai: il gruppo delle ribelli di Salidar spedisce un'ambasciata di nove sorelle a Caemlyn, accompagnata da Min Farshaw e guidata da Merana; nel frattempo il gruppo fedele ad Elaida e rimasto nella Torre Bianca manda una delegazione a Cairhien, composta ufficialmente da sei Aes Sedai (in realtà altre trentatré arrivano nei pressi della città e rimangono nascoste, con intenti poco nobili).
Ad Emond's Field, Perrin Aybara, dopo la sua totale assenza nel quinto libro (I fuochi del cielo) in cui viene solo nominato dagli altri personaggi, sente l'attrazione fra ta'veren e così parte per Caemlyn per raggiungere Rand, assieme a Faile, Loial e molti altri. Egwene intanto guarisce dall'attacco subito da Lanfear nel libro precedente e prosegue la sua istruzione presso le Sapienti Aiel a Cairhien. Assiste di nascosto al primo incontro tra la delegazione della Torre e Rand, quindi casualmente si imbatte in Gawyn che fa loro da scorta assieme ai Cuccioli; Egwene e Gawyn iniziano segretamente una relazione amorosa, finché lei non viene convocata con urgenza dalle Aes Sedai ribelli. A Salidar Nynaeve ed Elayne sfruttano i loro talenti e le conoscenze carpite da Moghedien, loro prigioniera, per guadagnare influenza presso le sorelle ed indurle ad appoggiare Rand. Inoltre scoprono attraverso Tel'Aran'Rhiod che ad Ebou Dar si trova un importante Ter'angreal che potrebbe ristabilire il clima impazzito per il tocco del Tenebroso. Nynaeve inoltre riesce anche a guarire più o meno completamente Logain, Siuan e Leane dal loro taglio all'Unico Potere.
Ritenendo erroneamente le Aes Sedai di Salidar poche ed intimorite, Rand vi invia Mat Cauthon con la sua Banda della Mano Rossa, per recuperare Elayne Trakand così da metterla sul trono di Andor (pensando che Morgase sia realmente morta) e magari ottenere l'alleanza delle Aes Sedai ribelli. Mat scopre però che Egwene al'Vere è stata nominata nuova Amyrlin Seat delle sorelle ribelli e che queste ultime sono almeno trecento e ben organizzate con un loro esercito pronto a scagliarsi sulla Torre Bianca. Infine, quando Egwene manda Nynaeve al'Meara ed Elayne ad Ebou Dar (in Altara) a recuperare un ter'angreal con cui rompere il controllo del Tenebroso sul clima, Mat le segue.
Rand, poco dopo essere stato raggiunto da Perrin a Caemlyn, viene turbato da alcuni eventi inaspettati: anzitutto un misterioso attentato colpisce un membro della delegazione delle Aes Sedai provenienti da Salidar, perciò la delegazione, incolpando erroneamente il Drago dell'attentato, reagisce cercando di intimorirlo, ma fallisce miseramente; in secondo luogo il numero di sorelle a Caemlyn si è pericolosamente innalzato a tredici per l'arrivo di Bera e Kiruna. Di conseguenza Rand, infastidito dal loro atteggiamento ed intimorito dal loro numero e da alcune visioni di Min, si sposta a Cairhien. Ma è proprio laggiù dove viene segretamente rapito dalle Aes Sedai dell'ambasciata di Elaida, che vuole strettamente controllarlo in vista dell'Ultima Battaglia, per poi eventualmente domarlo.
Le fedeli di Elaida, approfittando della confusione della Festa delle Luci, cominciano il loro viaggio di ritorno a Tar Valon, sotto la scorta dei Cuccioli di Gawyn; lungo la via, Rand viene segregato in una stretta cassa e poi violentemente e ripetutamente picchiato, a causa dei suoi tentativi di fuga; il trattamento subito avrà effetti duraturi sulla sua psiche (aggraverà infatti l'influenza di Lews Therin Telamon nella mente di Rand).
Venendo a sapere del rapimento, Perrin guida una forza mista di alleati e seguaci di Rand all'inseguimento delle Aes Sedai, fino a partecipare alla Battaglia dei pozzi di Dumai, vinta solo grazie all'intervento degli Asha'man. Alla fine della battaglia, le nove Aes Sedai ribelli di Salidar vengono costrette a giurare fedeltà al Drago Rinato inginocchiandosi davanti al simbolo dimenticato avverando così le profezie. Al contrario le ventitré Aes Sedai della Torre catturate vengono date in custodia alle Sapienti Aiel.
Nell'epilogo una inviata di Moghedien, Falion, a Ebou Dar alla ricerca della coppa che cercano anche Nynaeve e Elayne si convince della sua reale esistenza ed inizia ad organizzarsi. Herid si rilassa nello studio di Fel osservando un gholam che si nutre del povero Fel. Un cavaliere che si allontana da Ebou Dar ripensa ad un commento pronunciato da Mat una sera in una locanda mentre giocavano a dadi sulla Figlia delle Nove Lune. Nell'accampamento delle fuggiasche della torre Moghedien riceve una sorpresa inaspettata, una donna si presenta nella sua tenda accendendo una torcia con l'Unico Potere. Si presenta con il nome Aran'gan che la libera dall'a'dam e le dice che deve incontrare il Sommo Signore a Shayol Ghul. Dopo poco Egwene si reca nella tenda di Moghedien per accorgersi che è fuggita. Nel pozzo del destino Demandred chiede al Sommo Signore se si è comportato bene e riceve una risata come risposta.

## Edizioni in italiano
- Robert Jordan, 6: Il signore del caos: romanzo, traduzione dall'inglese di Valeria Ciocci, Roma: Fanucci, 2005, fa parte di: La ruota del tempo
- Il signore del caos, Robert Jordan, Fanucci Editore (collezione TIF Extra), 2008, ISBN 978-88-347-1367-9.